# Benjamin Finegold
Benjamin Finegold (Detroit, 6 settembre 1969) è uno scacchista statunitense.

## Biografia
Nacque da una famiglia di scacchisti e diventò Maestro della USCF all'età di 14 anni. Nel 1989 ottenne dalla FIDE il titolo di Maestro Internazionale e nel 2009 quello di Grande maestro.
Nel 1989 fu co-vincitore del campionato USA juniores (U.S. Junior Championship) e nello stesso anno ottenne la sua prima vittoria contro un grande maestro dell'élite mondiale, sconfiggendo Boris Gelfand al torneo OHRA-B di Amsterdam.
Nel 1991 vinse l'open di Anversa e nel 2002 fu pari 1º-9º al World Open di Filadelfia, uno dei tornei open più forti del mondo, e pari secondo all'open di Cappelle-la-Grande.
Si classificò pari primo negli U.S. Open del 1994 a Chicago e del 2007 a Cherry Hill nel New Jersey. Nel 2005 e 2008 fu pari primo al National Open di Las Vegas.
Ha partecipato sei volte, dal 1994 al 2008, al Campionato degli Stati Uniti.
Raggiunse il massimo rating Elo in giugno del 2006, con 2563 punti. Nella lista FIDE di gennaio 2011 ha 2500 punti Elo.